# Regge (rivier)
De Regge is een Overijsselse rivier. De huidige rivier begint bij landgoed Westerflier ten zuidwesten van Diepenheim als een aftakking van de Schipbeek en bestaat uit de Boven-Regge (Diepenheim-Rijssen), de Midden-Regge (Rijssen-Hellendoorn) en de Beneden-Regge (Hellendoorn-Ommen) De rivier mondt bij Ommen uit in de Overijsselse Vecht.
De Regge wordt bij Goor met een onderleider onder het Twentekanaal doorgeleid.
Tot ca. 1400 was de Buurserbeek de bovenloop van de Regge. Om de handel over het water vanuit Twente en Westfalen naar zich toe te halen heeft Deventer indertijd de Schipbeek laten graven, waarmee de concurrentiepositie van de scheepvaart van Deventer werd vergroot ten opzichte van Zwolle.
Tot 1925 werd de rivier bevaren met zompen die langs de Regge in Enter werden gebouwd.
Na 1894 is de Regge gekanaliseerd. Eerder veroorzaakte de rivier geregeld overstromingen. Tegenwoordig (2024) wordt het natuurlijke verloop van de rivier in ere hersteld. 
Bij "de Steile Oever" in de buurt van Nieuwebrug ten zuiden van Ommen is goed te zien hoe de Regge door de stuwwal heenbrak, waardoor de Besthmenerberg en de Archemerberg van elkaar gescheiden zijn. Het is aannemelijk dat de rivier hier gebruikgemaakt heeft van een laagte die tijdens de ijsbedekking in het Saalien door een smeltwaterstroom is ontstaan.

## Sport en recreatie
In de buurt van Enter loopt langs de Regge de Europese wandelroute E11, ter plaatse ook wel Marskramerpad of Handelsweg geheten. Het Overijssels Havezatenpad volgt (grotendeels) de Regge tussen Nijverdal en Ommen.

## Galerij

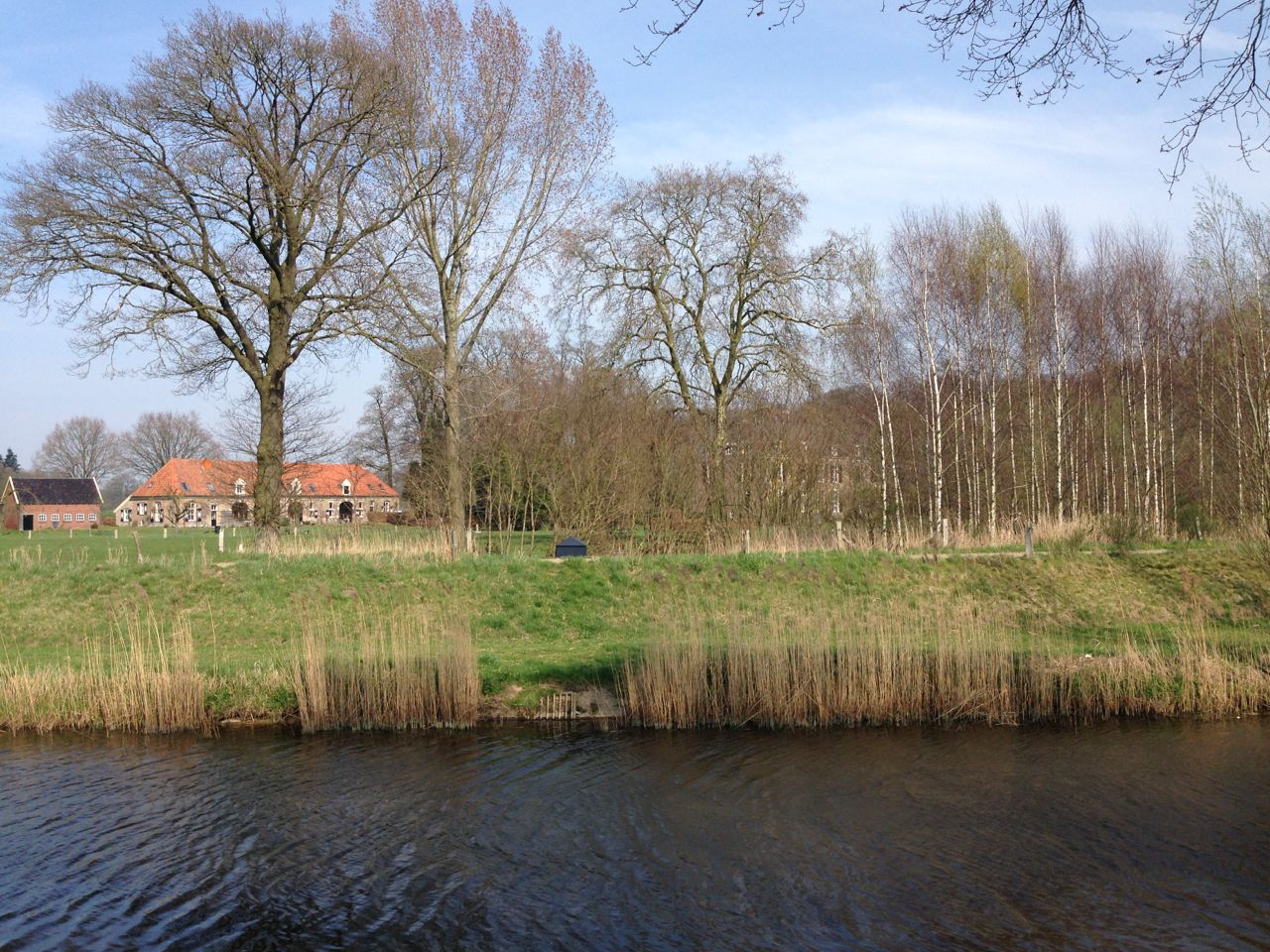
Begin van de Regge als aftakking van de Schipbeek, ter hoogte van landgoed Westerflier ten zuidwesten van Diepenheim
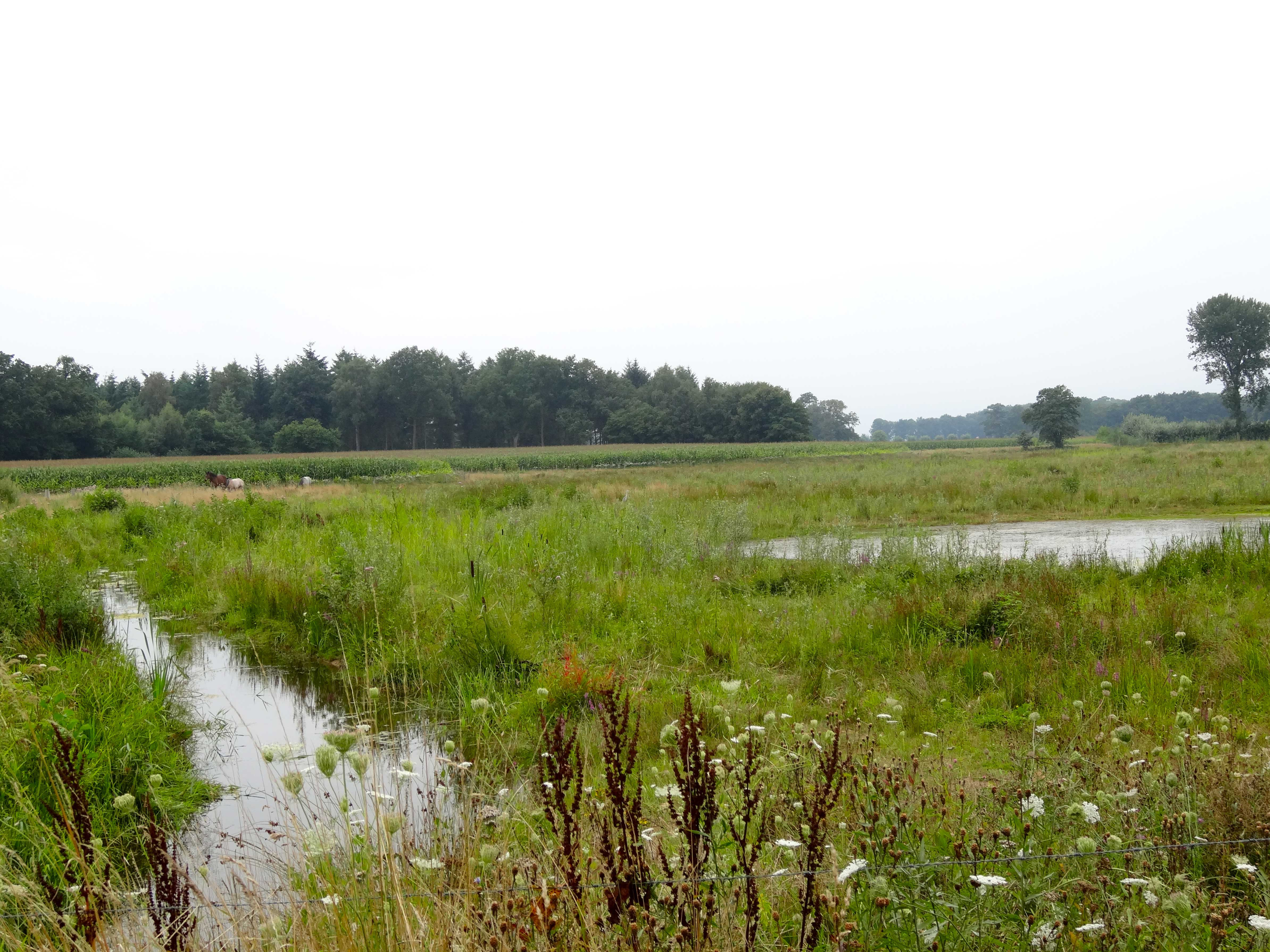
Boven-Regge ten zuidwesten van Diepenheim
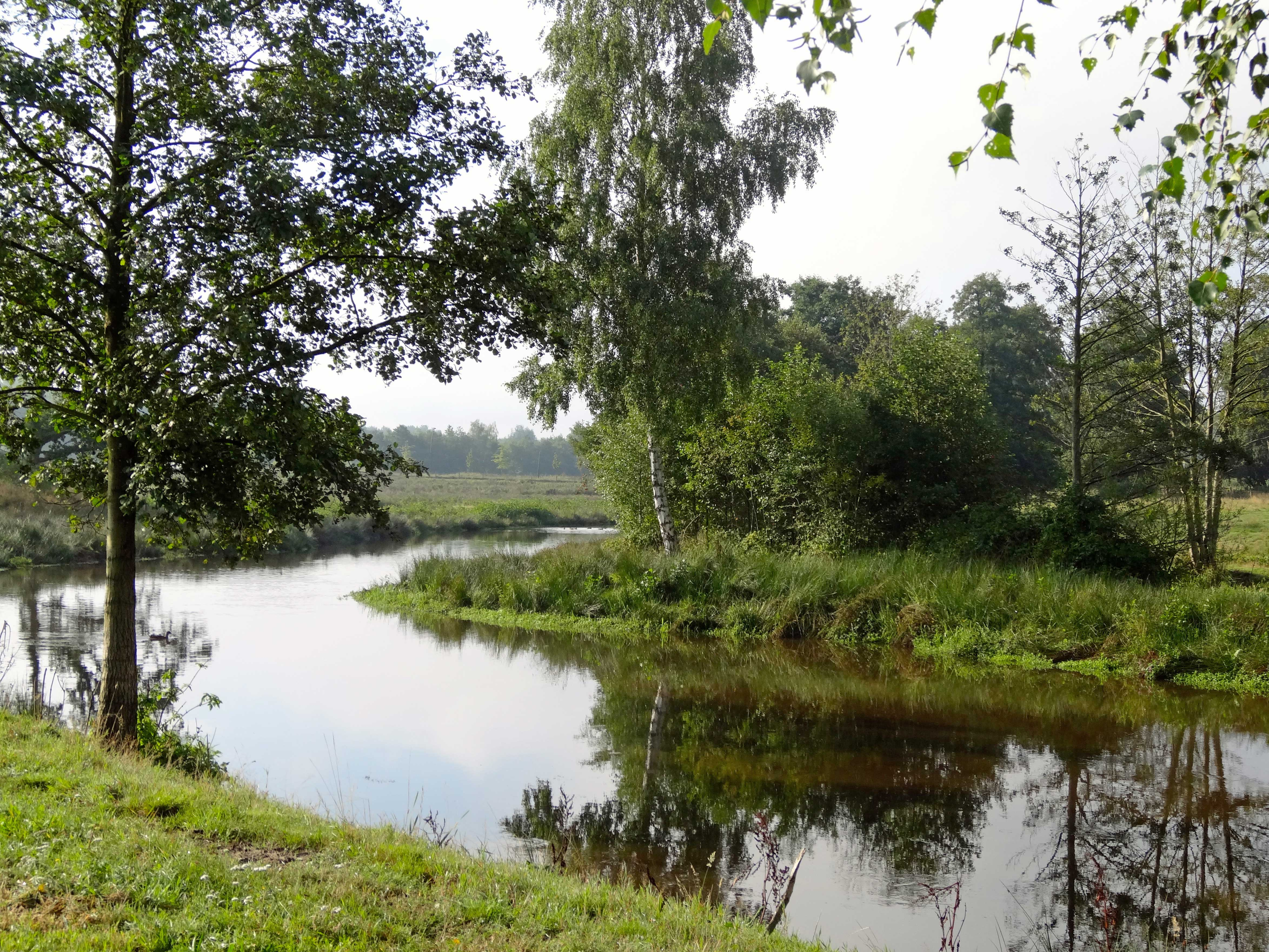
Midden-Regge nabij Hellendoorn
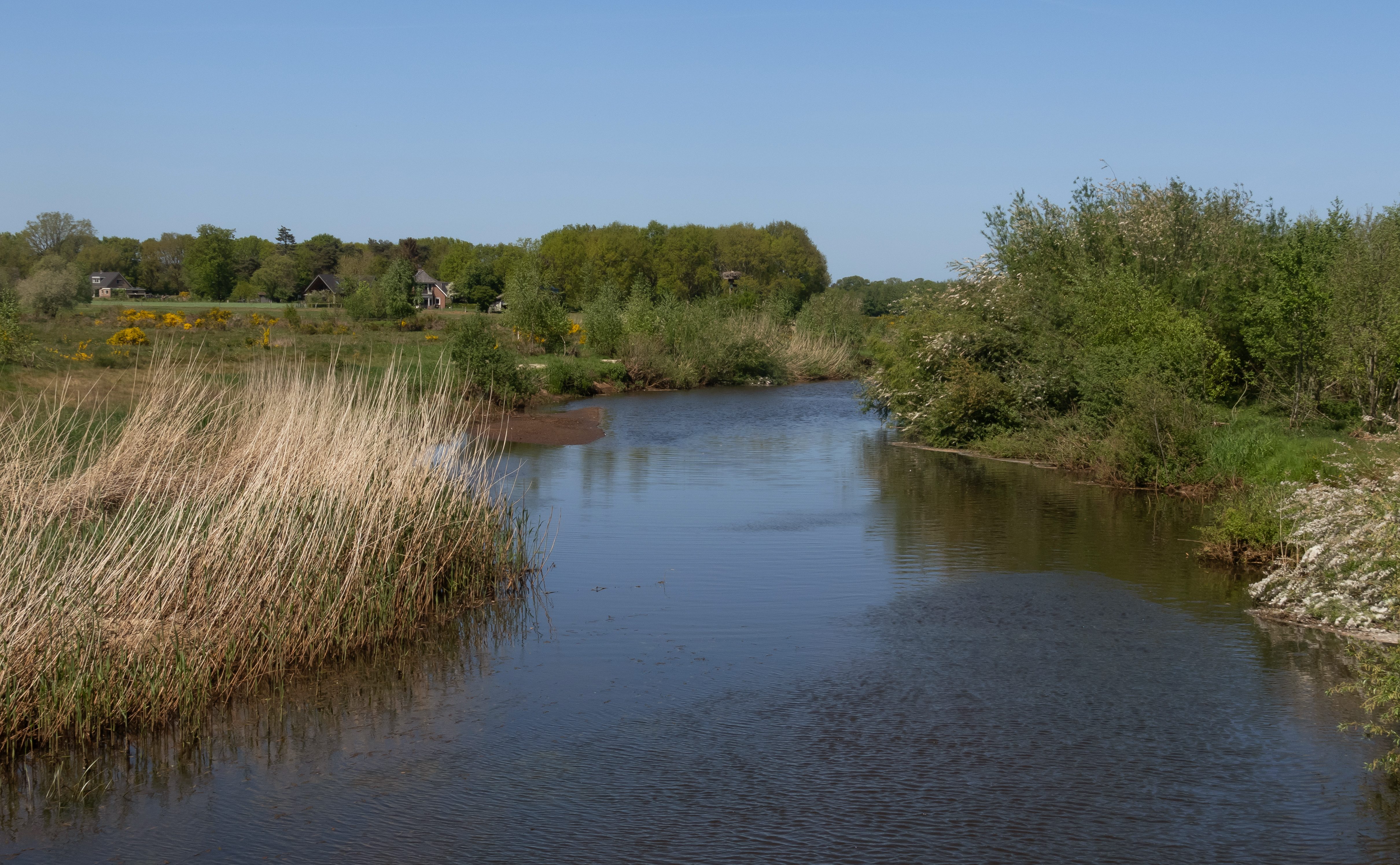
Beneden Regge bij Lemele

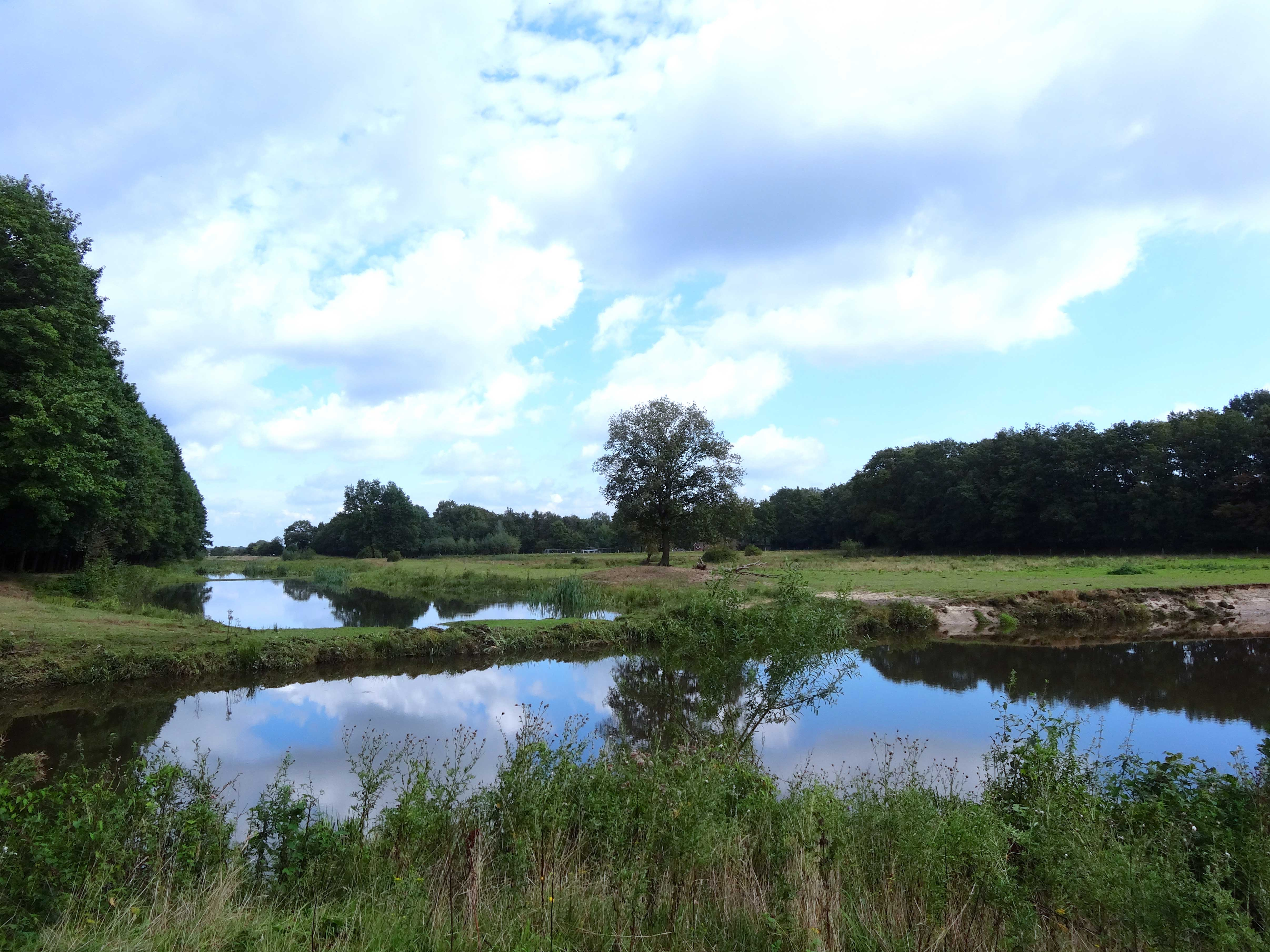
Beneden-Regge nabij Lemele
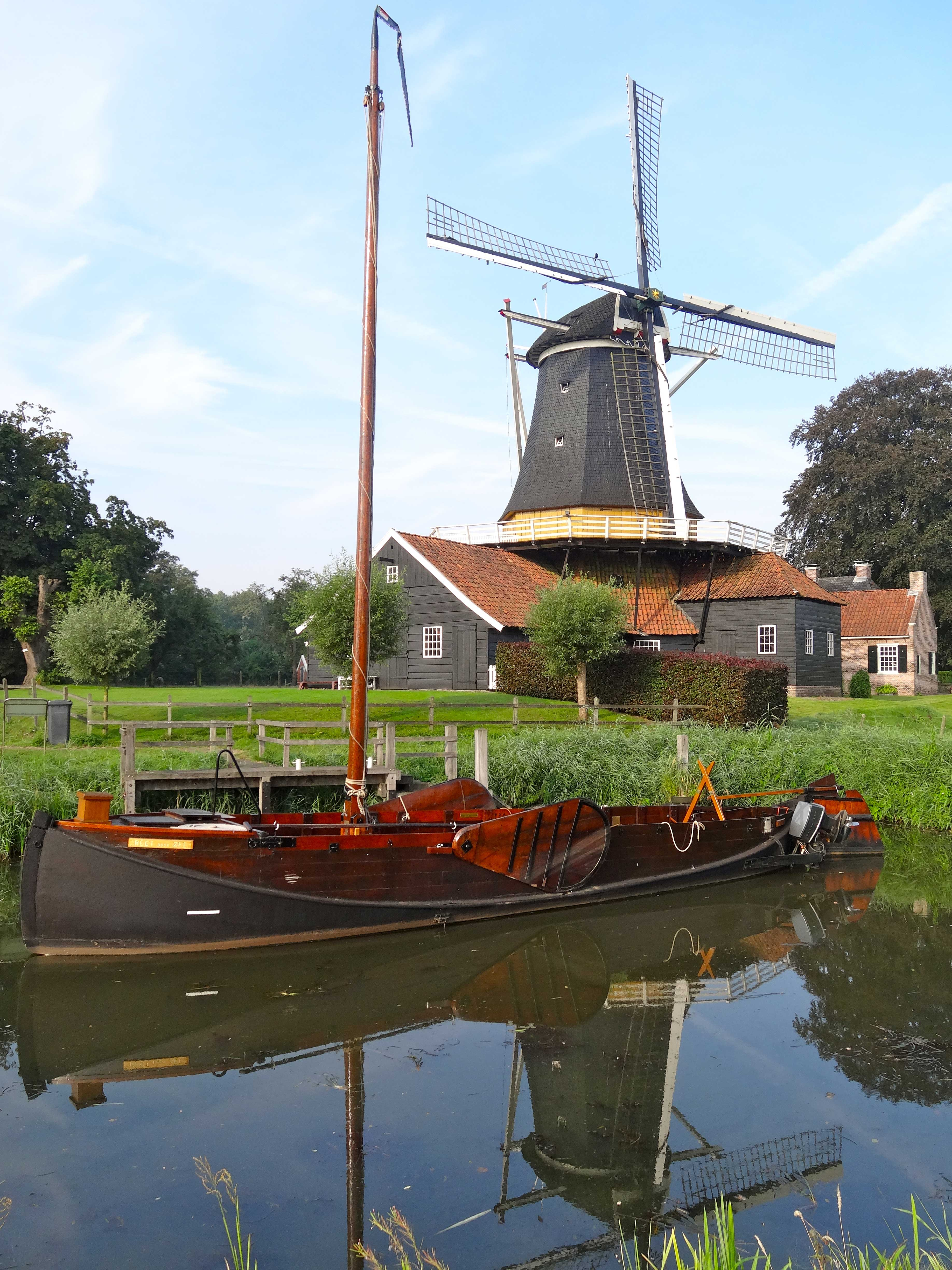
Enterse zomp bij Rijssen
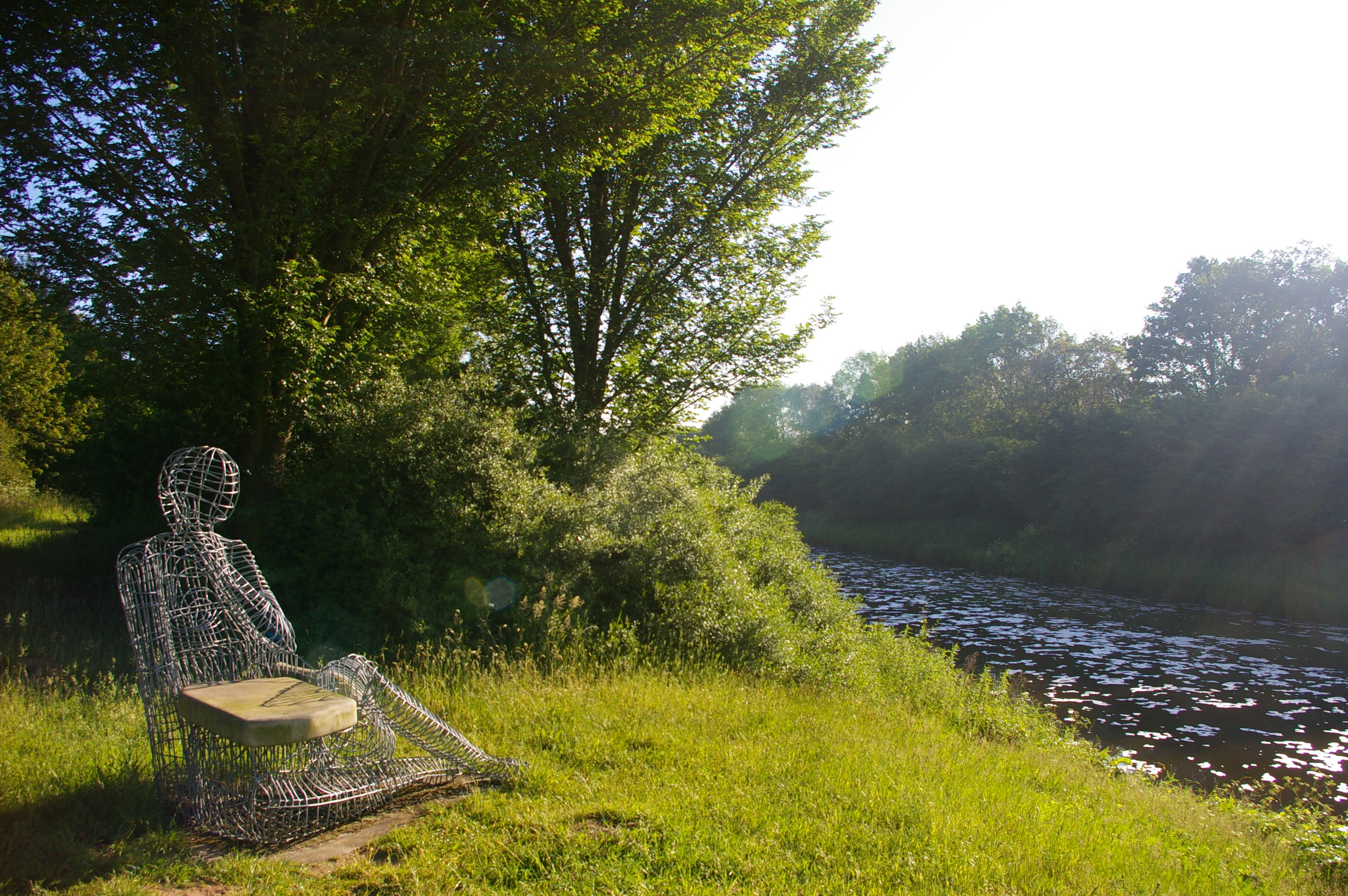
Kunstwerk aan de oever van de Regge bij de Archemer stuw
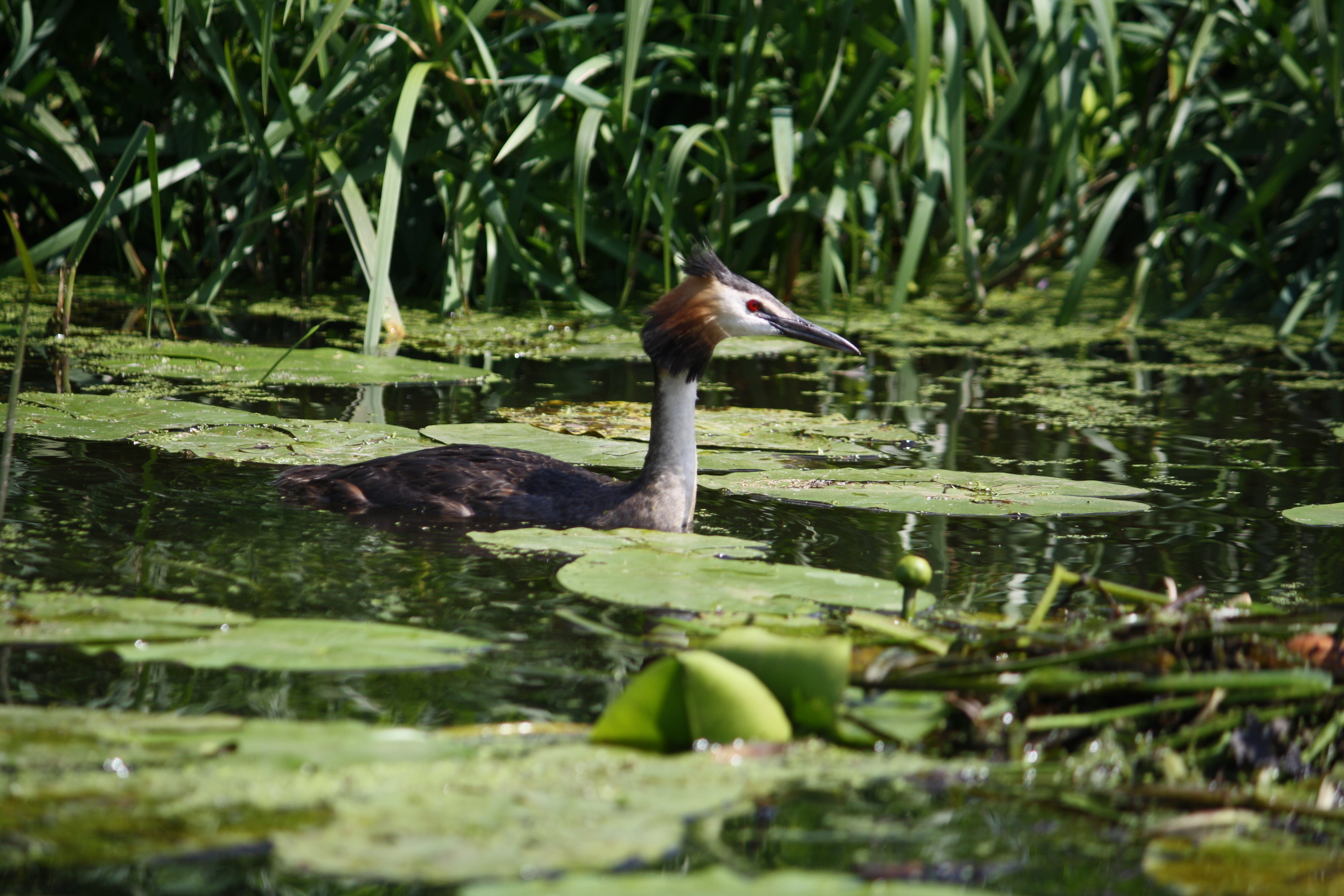
Fuut in Regge, nabij uitmonding in Vecht
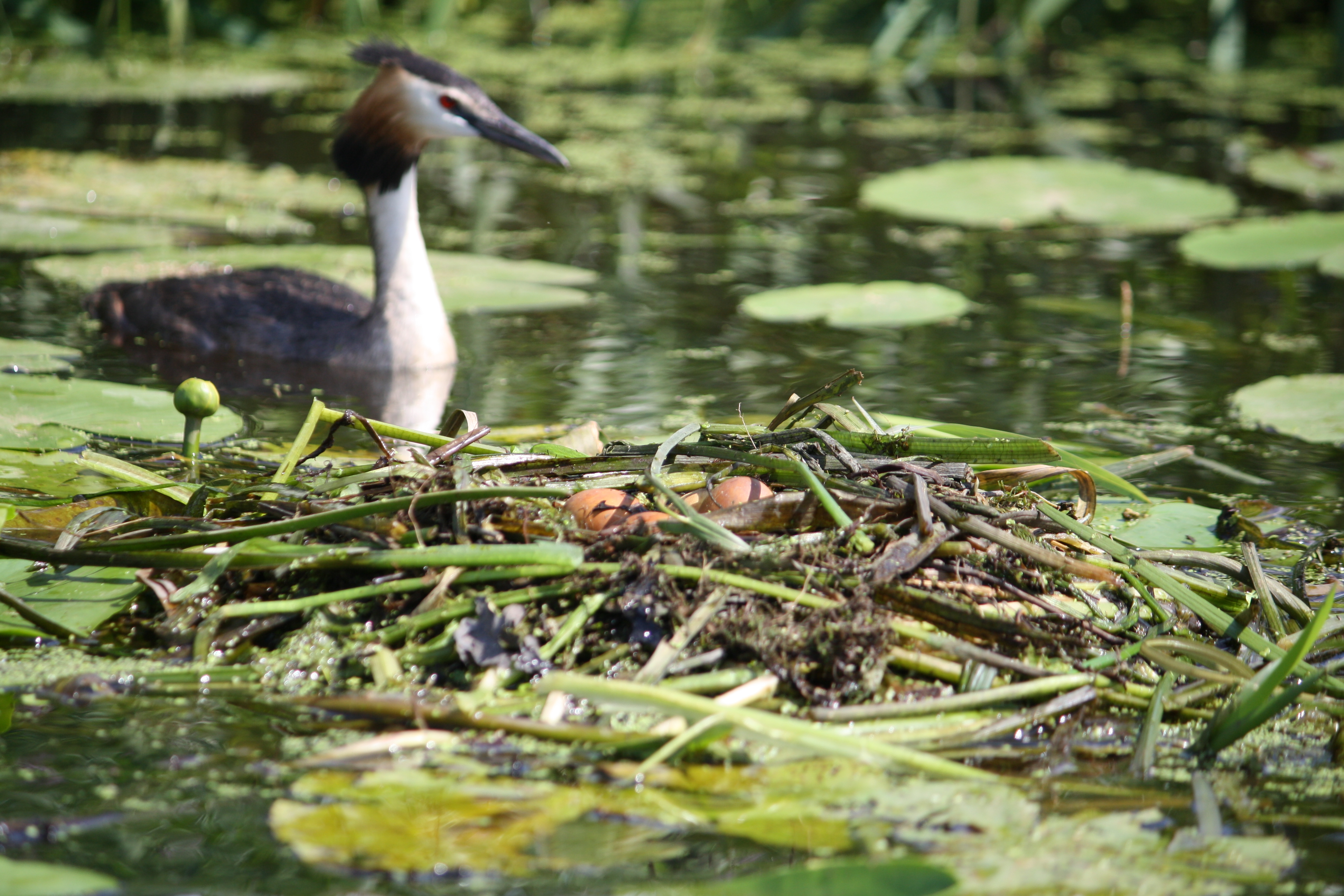
Fuut bij nest, augustus 2014